# Luiro
Luiro je rijeka u Finskoj, pritok Kitinena, koji je sam pritok Kemijokija. Rijeka teče kroz općine Sodankylä, Savukoski i Pelkosenniemi u finskoj Laponiji. Akumulacija Lokka nalazi se u srednjem toku rijeke.

## Vanjske poveznice
|  | Zajednički poslužitelj ima još gradiva o temi Luiro |